# Henri Poupart-Lafarge
Henri Poupart-Lafarge (né le 10 avril 1969 à Nancy) est un dirigeant d'entreprise français et l'actuel PDG d'Alstom, poste qu'il occupe depuis le 1er février 2016.

## Biographie

### Famille
Henri Poupart-Lafarge appartient à une famille originaire de Nantes et d'Angers. Son grand-père Henri-Olivier Poupart (1904-1975), polytechnicien et docteur en droit, était professeur à l'université catholique d'Angers ; il épouse Édith Lafarge et la famille prend le nom de Poupart-Lafarge. L'un de ses enfants, Olivier, père d'Henri, a été le numéro deux de Bouygues jusqu'en 2008. Le frère aîné d'Henri, Arnaud, est le PDG de Galliance (pôle volaille du groupe Terrena) depuis 2020,.

### Formation
Henri Poupart-Lafarge est ancien élève du lycée privé Sainte-Geneviève, de l’École polytechnique, de l’École nationale des ponts et chaussées, et diplômé du Massachusetts Institute of Technology (MIT),.

### Carrière
Il commence sa carrière en 1992 à la Banque mondiale à Washington, avant de rejoindre le ministère de l'Économie et des Finances en 1994. Henri Poupart-Lafarge a rejoint Alstom en 1998, en tant que responsable des Relations investisseurs et chargé du contrôle de gestion. Il prend en 2000 la direction financière du secteur Transmission et distribution, cédée en 2004. Directeur financier du groupe Alstom de 2004 à 2010, il occupe le poste de président du secteur Grid d'Alstom de 2010 à 2011, puis de président du secteur Transport d'Alstom du 4 juillet 2011 jusqu'à sa nomination en tant que président-directeur général le 1er février 2016.
Fin 2019, il fait partie des noms que cite la presse pour la direction générale de Renault.
Le 5 octobre 2023, sous sa direction, l'entreprise Alstom connaît la plus importante chute boursière au CAC 40 depuis 1998. Le conseil d'administration d'Alstom propose la candidature de Philippe Petitcolin, ancien directeur général de Safran, au vote de l'assemblée générale de 2024 pour devenir son président, en remplacement d'Henri Poupart-Lafarge qui ne conserve plus que son poste de directeur général.